# وزارة الأمن الداخلي (الصومال)
وزارة الأمن الداخلي هي وزارة مسؤولة عن ضمان سلامة المواطنين الصوماليين وكذلك المغتربين الذين يعيشون داخل البلاد، الوزارة مكلفة أيضًا بضمان دفع رواتب ضباط الشرطة في الدولة، تأسست الوزارة عام 2010 تعمل جهات إنفاذ القانون المرتبطة بهذه الوزارة في ولايات غلمدغ وجوبالاند وجنوب غرب الصومال وهيرشبيلي.  وزير الأمن الداخلي الحالي هو محمد أحمد دودشي.